# Mạnh Củng
Mạnh Củng (chữ Hán: 孟珙, 1195 - 1246), tự Phác Ngọc, nguyên quán Giáng Châu , anh hùng dân tộc Trung Quốc, danh tướng diệt Kim kháng Mông nhà Nam Tống.

## Thời trẻ
Mạnh Củng sinh ra trong một gia đình tướng lĩnh giàu truyền thống chống giặc giữ nước. Ông cố Mạnh An là bộ tướng của Nhạc Phi, ông nội Mạnh Lâm cũng thuộc Nhạc gia quân, theo quân đến Tùy Châu, định cư ở Táo Dương. Cha là Mạnh Tông Chính, danh tướng kháng Kim, nhiều năm trấn thủ Táo Dương.
Từ năm 1217, Mạnh Củng theo cha đánh nhau với quân Kim, nhờ chiến công mà bước vào quan trường. Năm 1221, ông nhậm chức Quang Hóa huyện úy. Năm 1225, ông được thăng làm Hạp Châu binh mã giám áp kiêm Tuần kiểm ở trong thành. Năm 1227, ông đổi làm Kinh Tây đệ ngũ phó tướng, quyền Thần Kính quân thống chế, trở về Táo Dương nhậm chức.
Khi Mạnh Tông Chính còn sống, đã chiêu mộ hơn 2 vạn tráng sĩ ở 3 châu Đường, Đặng , Thái trong nội địa nước Kim, biên chế làm "Trung Thuận quân". Sau khi Mạnh Tông Chính qua đời, đội quân này được giao cho Giang Hải, quân tình không yên, lúc này triều đình giao lại cho Mạnh Củng. Ông chia "Trung Thuận quân" làm 3 quân, quân tình được an định.
Năm 1228, ông cho sửa sang những đập đất mà quân Kim đã làm ở phía tây ngoài thành Táo Dương, tưới nước cho 10 vạn mẫu ruộng, do Trung Thuận quân và dân chúng thay nhau coi giữ; đồng thời mệnh cho mỗi nhà trong Trung Thuận quân nuôi ngựa, thóc cỏ sẽ do triều đình cung cấp; nhờ vậy lương thực đầy đủ, số ngựa tăng lên.
Năm 1229, Mạnh Củng được thăng làm Kinh Tây đệ ngũ chánh tướng, đóng quân ở Táo Dương, cai quản quân đồn trú bản địa và 3 cánh quân Trung Thuận, sau đó lần lượt được thăng làm Kinh Tây lộ binh mã đô giám, binh mã kiềm hạt.

## Diệt Kim
Tháng 12 năm 1233, Mông Cổ tiếp tục nam tiến, quân Kim bại trận. Kim Ai Tông bỏ Biện châu trốn đến Thái Châu, tướng Kim là Vũ Tiên, Vũ Thiên Tích, tướng giữ Đặng Châu Di Thứ Viện tụ binh ở Đặng Châu, tiến đánh Quang Hóa. Tháng 5 năm sau, Mạnh Củng phụng mệnh đánh dẹp.
Tháng 6, ông đánh bại 20 vạn quân của Vũ Thiên Tích, giết chết Thiên Tích, chém 5000 thủ cấp, bắt được 400 tướng lĩnh, hơn 12 vạn hộ dân. Mạnh Củng lại đánh phá Lữ Yển, chém 3000 thủ cấp, 52 tướng lĩnh, hơn 3,2 vạn hộ dân. Tướng giữ Đặng Châu là Di Thứ Viện đầu hàng. Nam Tống giành hết 5 huyện, hơn 20 trấn của Đặng Châu, quân mã 1500, quân bộ 14000, hộ dân 35300, nhân khẩu 125553 . Thuận Dương lệnh Lý Anh, Thân Châu an phủ Trương Lâm, tướng lĩnh người Hán là Lưu Nghi của nước Kim nối nhau đầu hàng . Mạnh Củng trong trận Hỗ Sơn đánh bại và giết chết tướng Kim là Ngột Sa Nhạ, bắt được hơn 700 người.
Tháng 7, ông phá 9 trại Thạch Huyệt, đánh bại Hằng Sơn công Vũ Tiên nước Kim ở núi Ngân Hồ Lô. Bản thân Vũ Tiên phải thay đổi y phục mà trốn, Mạnh Củng thu hàng hơn 7 vạn người, bắt được giáp binh không đếm xuể.
Tháng 8, Mạnh Củng vây Đường Châu, Kim Ai Tông mệnh cho quyền tham chánh Ô Lâm Đáp Hồ Thổ lĩnh mang theo trăm người của Trung Hiếu quân, đến ban chiếu cho Tây Sơn chiêu phủ Ô Cổ Luận Hoán Trụ đưa 2 vạn quân kỵ, đi cứu viện tướng giữ Đường Châu là Ô Cổ Luận Hắc Hán. Mạnh Củng thừa dịp viện quân Kim mới vào thành được một nửa, nổi phục binh 4 phía giáp công, chém 1200 thủ cấp, Ô Cổ Luận Hoán Trụ chết trận, Ô Lâm Đáp Hồ Thổ đưa 30 kỵ binh chạy trốn. Ô Cổ Luận Hắc Hán vì trong thành hết lương, phải giết vợ con trai gái làm thức ăn, có bộ hạ người Hán mở cửa tây cho cho quân Tống tiến vào, Đường Châu bị hạ. Mạnh Củng được thăng làm Ngạc Châu - Giang Lăng phủ phó đô thống chế.
Tháng 10, ông phụng mệnh hội quân với người Mông Cổ, tiến đánh hành đô Thái Châu nhà Kim, bọn tướng lĩnh Kinh Tây là Trung Thuận quân thống chế Giang Hải cũng đi theo.
Tháng giêng năm 1234, quân Mông Cổ đánh cửa bắc, Mạnh Củng đưa quân Tống đánh cửa nam thành Thái Châu, đến lầu Kim Tự, bày thang mây, lệnh cho các cánh quân nghe trống thì tiến, Mã Nghĩa lên trước, Triệu Vinh theo sau, cả vạn người tranh nhau xông lên. Kim Ai Tông đang tiến hành nghi thức truyền vị cho Mạt đế Hoàn Nhan Thừa Lân, điển lễ vừa xong, thì cờ Tống đã dựng lên ở mặt nam, phút chốc tiếng hô dậy đất trời, người giữ mặt nam đều bỏ chạy.
Quân Tống vào thành trước, khi ấy quân Mông Cổ vẫn đang giao chiến với quân Kim ở phía tây bắc ngoài thành. Quân Tống mở toang cửa tây, hạ cầu treo xuống, tiếp đón quân Mông Cổ vào thành. Liên quân hạ được Thái Châu, Kim Ai Tông tự thắt cổ, Mạt đế bị loạn quân giết chết, nhà Kim diệt vong. Di hài của Kim Ai Tông bị đưa về tế ở thái miếu nhà Nam Tống ở Lâm An phủ, sau đó giam giữ trong kho ngục Đại lý tự. Mạnh Củng được thăng làm Kiến Khang phủ chư quân đô thống chế, lại kiêm quyền Thị vệ mã quân hành ti chức sự.

## Kháng Mông
Tháng 6, nhà Nam Tống không giữ minh ước, tiến quân tranh giành Trung Nguyên thất bại, chiến sự cùng người Mông Cổ bắt đầu. Mạnh Củng được Kinh Hồ chế trí sứ Sử Tung Chi giữ lại nhận nhiệm vụ đóng quân ở Tương Dương, kiêm Trấn Bắc quân đô thống chế. Năm 1235, ông dời đến Hoàng Châu, kiêm nhiệm Quang Châu  tri châu, Hoàng Châu tri châu.
Năm 1236, Mông Cổ đánh Tống, các nơi Tương Dương phủ, Tùy Châu,... nối nhau thất thủ, Giang Lăng nguy cấp, Mạnh Củng phụng chiếu cứu viện. Quân Mông Cổ ở một dải Chi Giang, Giám Lợi, chế tạo bè gỗ, chuẩn bị vượt sông nam tiến. Mạnh Củng cho quân thay đổi hiệu cờ sắc áo, đi đi lại lại để tuần phòng, ban đêm thì đốt đuốc soi sáng mặt sông, liên tiếp phá được 24 trại quân Mông Cổ, thiêu hủy hơn 2000 thuyền, bề, buộc quân Mông Cổ phải lui chạy.
Tháng 3 năm 1237, Mạnh Củng được thăng làm Kinh Tây – Hồ Bắc an phủ phó sứ, Giang Lăng tri phủ. Mùa thu, ông đổi sang nhậm chức Ngạc Châu đô thống chế. Quân Mông Cổ vào nội địa Hán Dương, Mạnh Củng đến Độn Khẩu ở tây nam Hán Dương phản kích. Quân Mông Cổ chuyển sang đánh Hoàng Châu, rồi chuẩn bị vượt sông. Mạnh Củng tiến quân vào thành Hoàng Châu, ra sức chống trả. Hơn 1 tháng, quân Mông Cổ không hạ được thành, việc vượt sông đành vô vọng, cuối cùng lui binh.
Đầu năm 1238, Mạnh Củng được thăng làm Ngạc Châu - Kinh Giang phủ chư quân đô thống chế, lại thăng Xu mật phó đô thừa chỉ, Kinh Tây - Hồ Bắc lộ an phủ chế trí phó sứ, đặt sứ ty ở huyện Tùng Tư; lại kiêm nhiệm Nhạc Châu  tri châu, xuất binh thu phục Dĩnh Châu , Kinh Môn . Mùa xuân năm 1239, ông lại xuất binh thu phục Tín Dương , Tương Dương, Phàn Thành. Mạnh Củng nhờ công được kiêm chức Xu mật đô thừa chỉ, Ngạc Châu tri châu. Tháng 12, ông thu phục Quỳ Châu.
Tháng 2 năm 1240, Mạnh Củng được lĩnh chức Ninh Vũ quân tiết độ sứ, đổi sang nhậm chức Tứ Xuyên tuyên phủ sứ kiêm Quỳ Châu tri châu; không lâu sau, ông lại kiêm chức Kinh Hồ an phủ chế trí sứ, đảm trách toàn bộ việc phòng vệ trung – thượng du Trường Giang.
Mùa xuân năm 1241, Mạnh Củng đổi sang nhậm chức Kinh Hồ an phủ chế trí đại sứ kiêm Quỳ Châu lộ chế trí đại sứ, sau đó được tiến phong Hán Đông quận khai quốc công. Mùa xuân năm 1244, ông kiêm chức Giang Lăng tri phủ, cho quân đội đóng đồn làm ruộng để tự cung ứng.

## Qua đời
Mùa xuân năm 1246, Mạnh Củng nhân bệnh đã 5 lần xin từ chức, tìm nơi an nhàn để dưỡng bệnh, nhưng chưa được cho phép. Hà Nam hành tỉnh Phạm Chu Cát của Mông Cổ ngầm bảy tỏ ý nguyện đầu hàng Mạnh Củng, ông báo cáo lên triều đình, rồi chuẩn bị nhận hàng, nhưng chưa được phê chuẩn. Mạnh Củng cảm thán: 30 năm thu phục lòng người Trung Nguyên, nay cơ hội đến thì lại không nhận lấy.
Bệnh tình ngày càng nặng, đầu tháng 9, ông trả lại chức Tiết độ sứ, rồi qua đời, hưởng thọ 52 tuổi. Mạnh Củng được truy tặng là Thái sư, phong làm Cát quốc công, thụy là Trung Tương.

## Dật sự
Trong Tiều thư từng có bức tranh Thường hậu đồ được vẽ vào cuối đời nhà Nam Tống, ghi lại hành vi gian dâm hậu phi Kim Ai Tông của chủ tướng quân Tống là Mạnh Củng, sau khi chiếm được Thái Châu.
Vương Quốc Duy trong Lục khúc dư đàm cho rằng: Hậu phi của Kim Ai Tông đều ở Biện, mà Biện bị quân Nguyên chiếm được, nên Mạnh Củng không hề làm những việc như vậy. Bức vẽ này có lẽ là dân Tống mất nước làm ra về sau, bộc lộ nỗi căm giận với các dân tộc du mục không nói nên lời.

## Đánh giá
Mạnh Củng kế thừa sự nghiệp bảo vệ đất nước của 3 đời tổ tông (cha, ông nội, cụ nội), hoàn thành chí lớn diệt Kim, báo thù mối hận Tĩnh Khang, sau đó giúp nước nhà ra sức kháng Mông. Khi Mạnh Củng còn sống, người Mông Cổ không thể vượt qua Trường Giang. Khu vực phòng vệ của ông chiếm đến 2/3 chiến tuyến của hai nước Tống - Mông.
Nhờ chiến thuật phòng ngự linh hoạt trong cuộc chiến kháng Mông, các sử gia quân đội đời sau ca tụng ông là "Cơ động phòng ngự đại sư".